# تدليك جنسي
التَّدْلِيكُ الجِنْسِيُّ أو التَّدْلِيكُ الحِسِّيُّ هو استخدام تقنيات التدليك من قبل شخص على شخص آخر لإثارة شهوته الجنسية أو لتحقيق أو تعزيز الإثارة الجنسية أو الشهوة أو حتى تحقيق النشوة الجنسية. لطالما استُخدمَ التدليك لأغراض طبية لفترة طويلة جدًا كما استُخدم لأغراض الإثارة منذ تاريخ طويل. في حالة النساء؛ يُركّز المُدَلِّكُ على منطقتين مهمتين في الجسم الأنثوي وهما الثديين ثم العانة، بينما في حالة الرجال يتمّ التركيز على الجهاز الذكري الذي بات يُشكل منطقة محورية في جسم الرجل. يشار إلى أن تدليك الأعضاء التناسلية بات يُعرف اليوم ضمن نطاق الجنس الخارجي. لقد حقّقَ التدليك الحسي شهرة كبيرة في كل نطاق العالم لدرجة أن بعض الأزواج باتوا يعتمدون عليه كجزء من مداعبة بل أصبحَ لدى آخرين ممارسة جنسية ضرورية كما يُستعمل كجزء من العلاج الجنس.

## في المجال التجاري
في الوقت الحالي تقوم مجوعة من الشركات الاختصاصية بتقديم مثل هذه الخدمات المستقلة كما ظهرت بعض بيوت الدعارة التي تعمل على تنظيم التدليك الحسي أو الجنسي. هناكَ أشكالا عديدة من تقنيات التدليك التي تهدف إلى دمج الجنس الروحية معَ البدني. بصفة عامة يهدفُ التدليك إلى تحقيق النشوة الجنسية من خلال الاستمناء المُتبادل، الجنس عن طريق الفم أو حتى الجماع. في الدول الغربية -خاصة المٌتحررة منها- يُستعمل مصطلح «نهاية سعيدة» (بالإنجليزية: Happy Ending) وهو تعبير اعامي يُقصد به خروج العميل من دور التدليك وهو سعيد وراضٍ عمّا قدمته له المدلكة. صَدر في عام 2009 فيلم وثائقي بعنوان النهايات السعيدة؟. يتحدث الفيلم عن النساء اللاتي عملنَ في آسيا كمدلكات وبالخصوص في ولاية رود آيلاند. يُركز الفيلم على خدمة التدليك «الكاملة» أي تلك التي تتضمن كل الحركات الجنسية من فرك ومص واستمناء وهلم جرَا. يُشار إلى أن الدعارة في ولاية رود آيلاند كانت قانونية حتى وقت تصوير الفيلم.

### المشروعية
يُعتبر التدليك في العديد من الولايات القضائية خدمة جنسية لذلك فالمتحكم الوحيد في الشرعية هي السلطات القضائية. عموما هناك بعض الدول التي تعتبر التدليك الحسي أمرًا مقننا في حين تمنع الدعارة وهناك من تُقنن الاثنان ثم هناك من تمنع الاثنان معًا مع بعض الاستثناءات مثل تلك التي تسمح بالتدليك الجنسي شرط ألا يشتمل على إيلاج.

## العلاج الجنسي
يُمكن استخدام التدليك الحسّي في العلاج الجنس كوسيلة لتحفيز الرغبة الجنسية أو زيادة قدرة الشخص على الاستجابة الحسية خلال التحفيز. في بعض الحالات؛ يُمكن أن يكون التدليك الحسي شكلا من أشكال المداعبة دون الوصول للإشباع الجنسي بل الهدف من ذلك هو زيادة حساسية الفرد. أمّا في حالات أخرى فقد يُعتمدُ على التدليك الجنسي مهنيا لمساعدة الرجال على معالجة قضايا القذف المبكر. هناكَ أيضا بعض الأساليب المستخدمة والتي تهدف إلى تعليم المتلقي أساليب الاسترخاء العضلي من الحوض وبالتالي إطالة الشهوة وزيادة المتعة.